# Notoplax richardi
Notoplax richardi är en blötdjursart som beskrevs av Kaas 1990. Notoplax richardi ingår i släktet Notoplax och familjen Acanthochitonidae. Inga underarter finns listade i Catalogue of Life.